# Nuraghe La Prisgiona

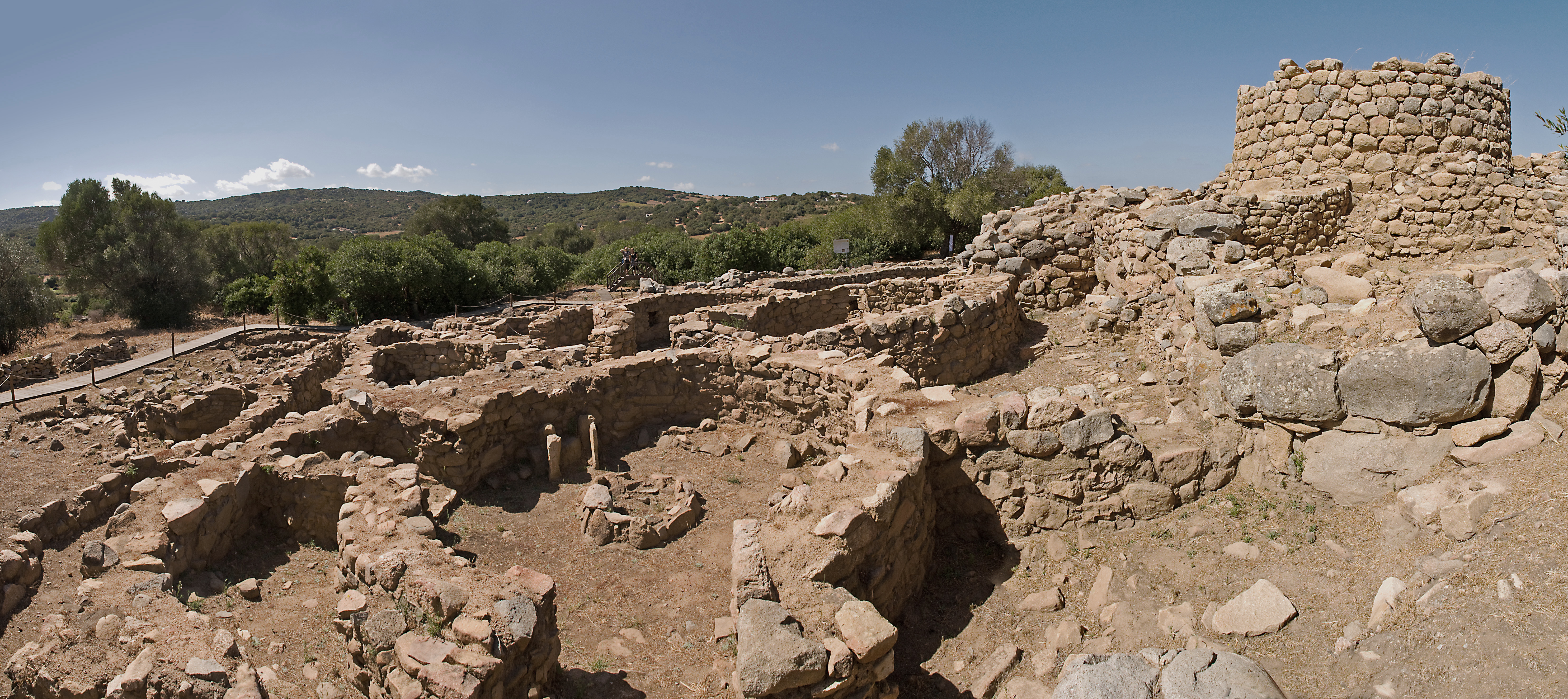
Gesamtansicht, rechts der Hauptturm

Die Nuraghe La Prisgiona liegt bei Arzachena in der Provinz Nord-Est Sardegna auf Sardinien. Die Anlage ist noch nicht vollständig ausgegraben. Bislang gewonnene historische Belege weisen auf eine Nutzung zwischen dem 14. und dem 9. Jahrhundert v. Chr. hin. Zudem konnte eine Nutzung in der römischen Kaiserzeit nachgewiesen werden.
Der runde Hauptturm (Mastio) und zwei Nebentürme werden zusammen mit dem größeren Hof von einer Umfassungsmauer umgeben. Der Mastion ist noch mehr als sechs Meter hoch und besitzt eine falsche Kuppel; der Zugang wird von einem asymmetrisch verbauten massiven, 3,2 m langen Sturz überspannt. Im Inneren sind drei Nischen kreuzförmig angeordnet. Im sieben Meter tiefen Brunnen im Hof wurden Gefäße gefunden, die auf eine sakrale Verwendung schließen lassen.
Das Dorf um die Bastion besteht aus etwa 90 Einzelbauten. Einige sind in Ensembles von jeweils fünf angeordnet, die als Werkstätten interpretiert werden, die eine Produktion über den lokalen Gebrauch hinaus ermöglichten.
In einer der Hütten wurde ein halbrunder Ofen entdeckt, der wahrscheinlich zum Backen verwendet wurde. Zudem deuten eine gewölbeartige Steinabdeckung und eine flache Granitplatte, beide durch große Hitze stark verdichtet, auf die Herstellung von Fladenbrot hin. Ein solches Brot wird noch heute im Gebiet der Nuraghen hergestellt.
Die Bastion wird zusätzlich von einer doppelten Befestigungsmauer geschützt, die einen weiteren Hof umschließt. Die Mauer beginnt an einem wichtigen Bau, der "Versammlungshütte", die neben der eigentlichen Nuraghe der einzige Raum mit Zugang zum befestigten Hof ist. Eine Art rundes Becken in der Mitte des Raumes und zwei Verbrennungsflächen deuten auf eine kultische Verwendung.
Die hier anzutreffende Art bronzezeitlicher Rundbauten mit Kraggewölben wird Tholos-Bauweise genannt und ist für die Gallura recht ungewöhnlich.
In unmittelbarer Nähe der Nuraghe La Prisgiona befindet sich Coddu Vecchiu, und etwas weiter Li Muri und Li Lolghi. Weiterhin befinden sich der Tempel von Malchittu und Protonuraghe Albucciu in der Nähe von Arzachena.

## Galerie

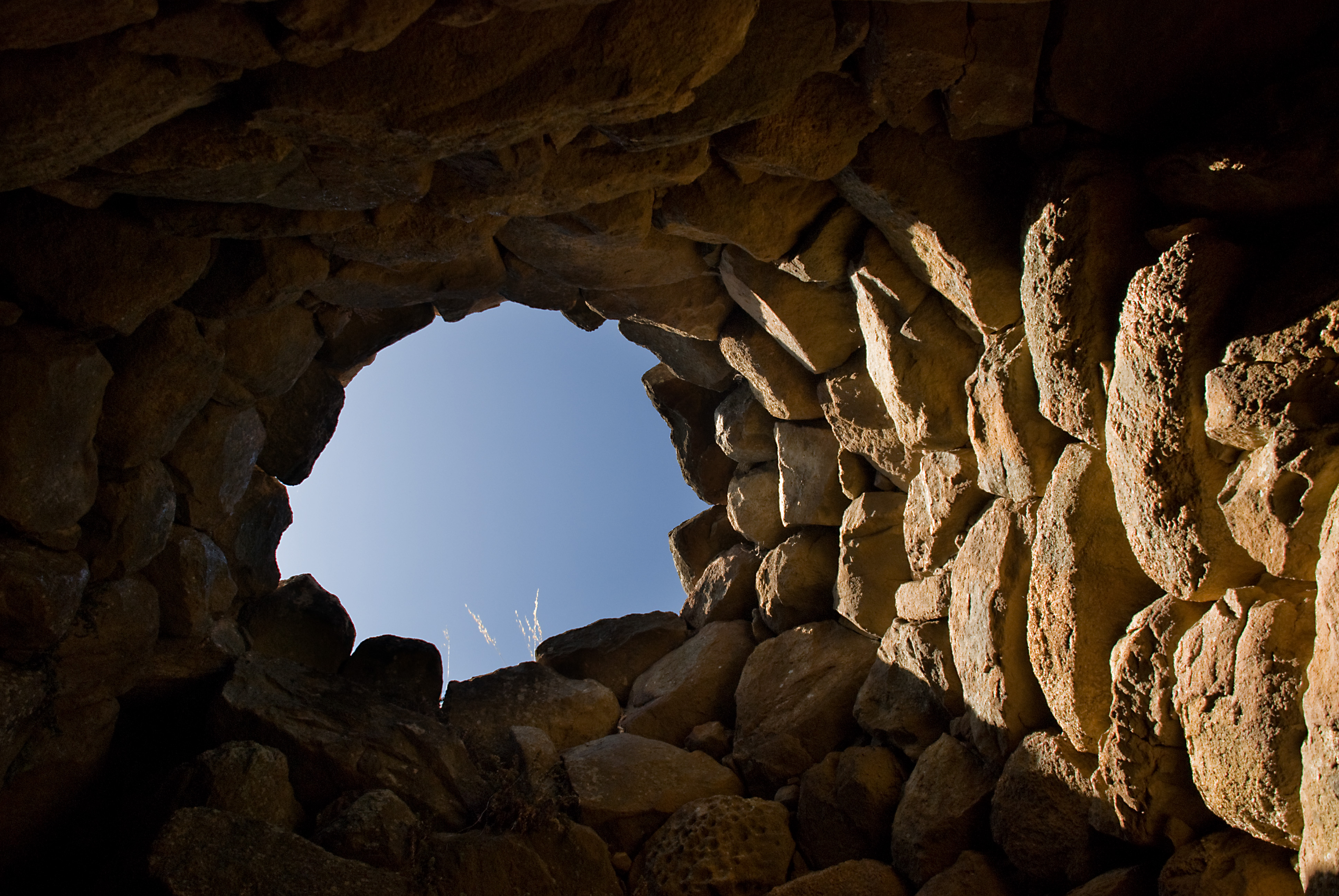
Blick in die Kuppel des Hauptturms
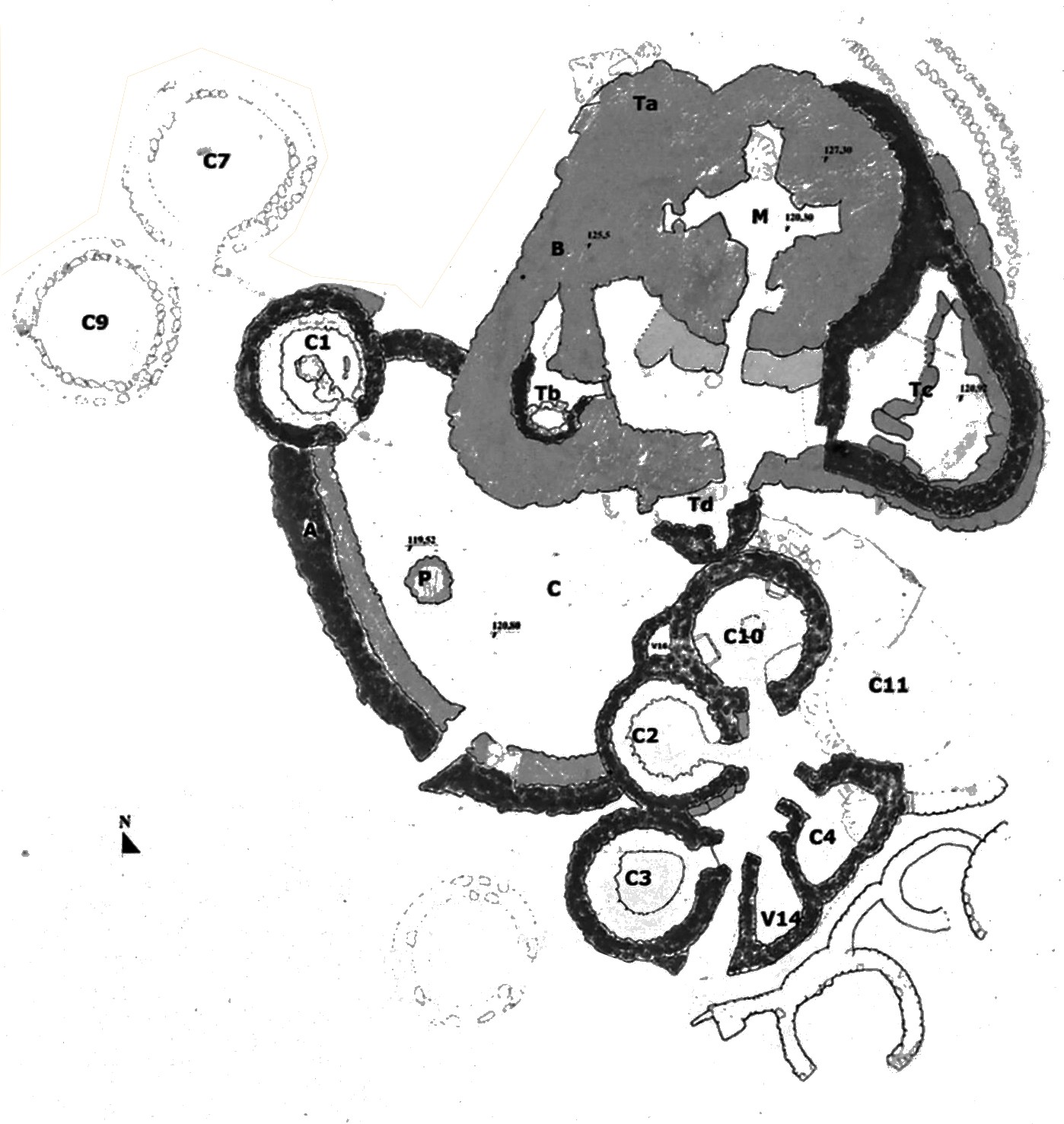
Plan
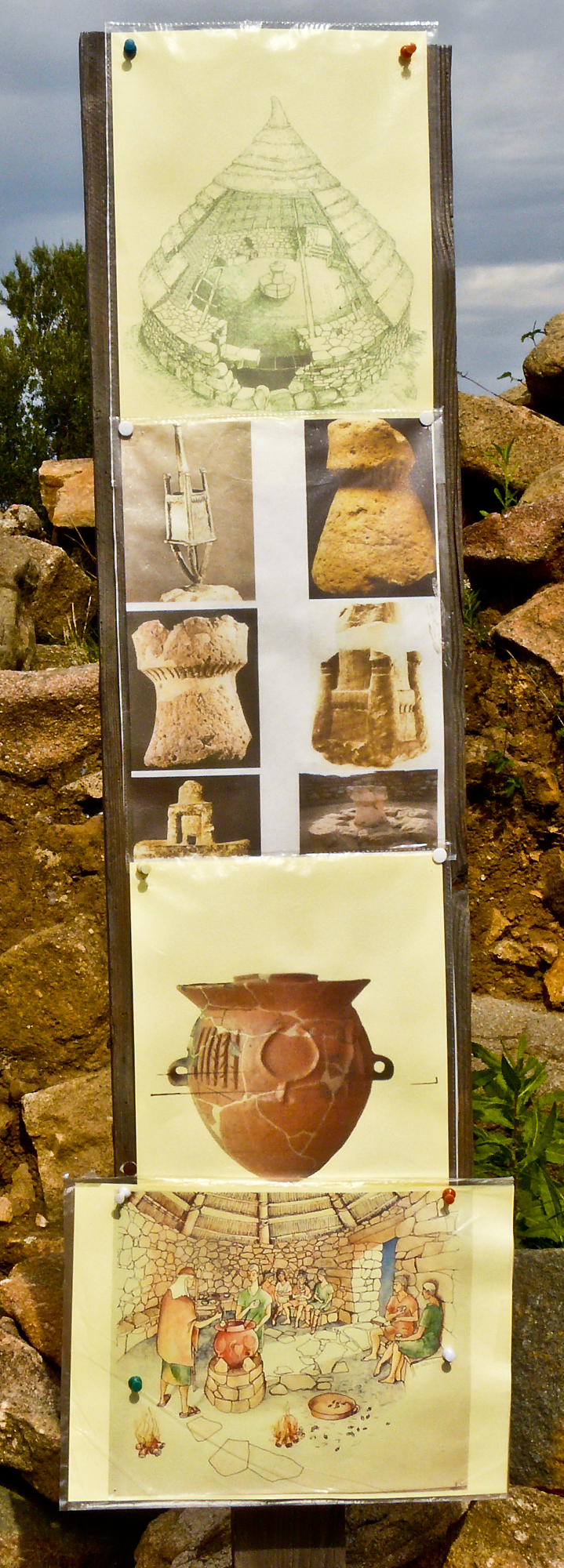
Infotafel am Objekt zum Leben in der Nuraghe
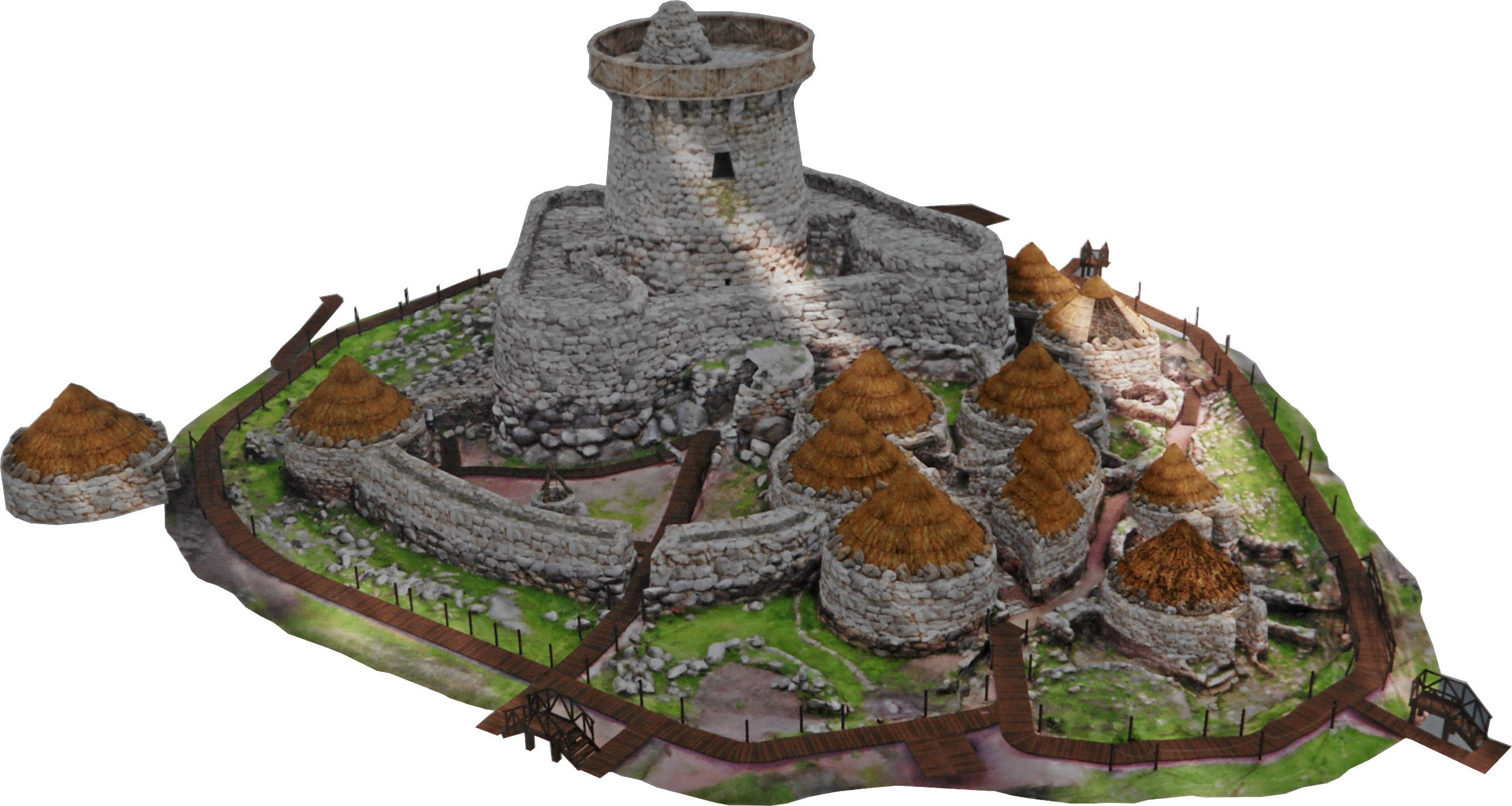
Rekonstruktion